# Lioudmyla Pekour
Lioudmyla Pekour, (en ukrainien: Людмила Михайлівна Пекур)  est une footballeuse internationale ukrainienne évoluant au poste de Milieu de terrain.

## Biographie

### En club
Lioudmyla Pekour est née le 6 janvier 1981 à Tchernihiv, a fait des études à l'Académie d'État de culture physique de Kharkiv et joue dans de nombreux clubs du championnat russe et ukrainien.

### En sélection
Elle joué dans les sélections nationales ukrainiennes 1997 à 2016.